# Grüner Veltliner
Le Grüner Veltliner est un cépage de vin blanc d'Autriche particulièrement répandu en Basse-Autriche, en particulier dans les régions de Vienne, du Burgenland et la Styrie. Hors de cette contrée, il n'est que peu connu mais on le rencontre également dans quelques régions de Tchéquie et de Hongrie, l'Allemagne, de Slovaquie et l'Italie. Depuis peu, il est cultivé en petite quantité en Nouvelle-Zélande.
Ces dernières années ont vu une augmentation de l'intérêt pour ce cépage après les résultats d'une dégustation de vins organisée en 2002 par Jancis Robinson et Tim Atkin au cours de laquelle le Grüner Veltliner a battu plusieurs vins blancs Grand Cru renommés de Bourgogne.

## Origine et histoire
Le Grüner Veltliner est censé remonter à l'époque romaine, son nom étant dérivé de Veltlin (Valtellina) dans le nord de l'Italie, bien que les ampelographes et les historiens du vin n'aient pas encore trouvé de lien entre le raisin et la commune italienne. Le raisin est probablement indigène en Autriche. Le nom actuel est apparu dans un document pour la première fois en 1855 - avant cette date, on l'appelait Weißgipfler.

## Origine génétique
En 2007, l'analyse de l'ADN a confirmé que Grüner Veltliner était un croisement naturel de Savagnin (Traminer) et d'un cépage obscur autrichien du village de Sankt Georgen am Leithagebirge situé près d'Eisenstadt dans la région du Burgenland dans l'est de l'Autriche.
Le cépage de St. Georgen était autrefois connu sous le synonyme de Grün Muskatellar mais semble n'avoir aucun lien direct avec la famille de raisins Muscat.